# Rurrenabaque (gemeente)
Rurrenabaque is een gemeente (municipio) in de Boliviaanse provincie José Ballivián in het departement Beni. De gemeente telt naar schatting 23.540 inwoners (2018). De hoofdplaats is Rurrenabaque.

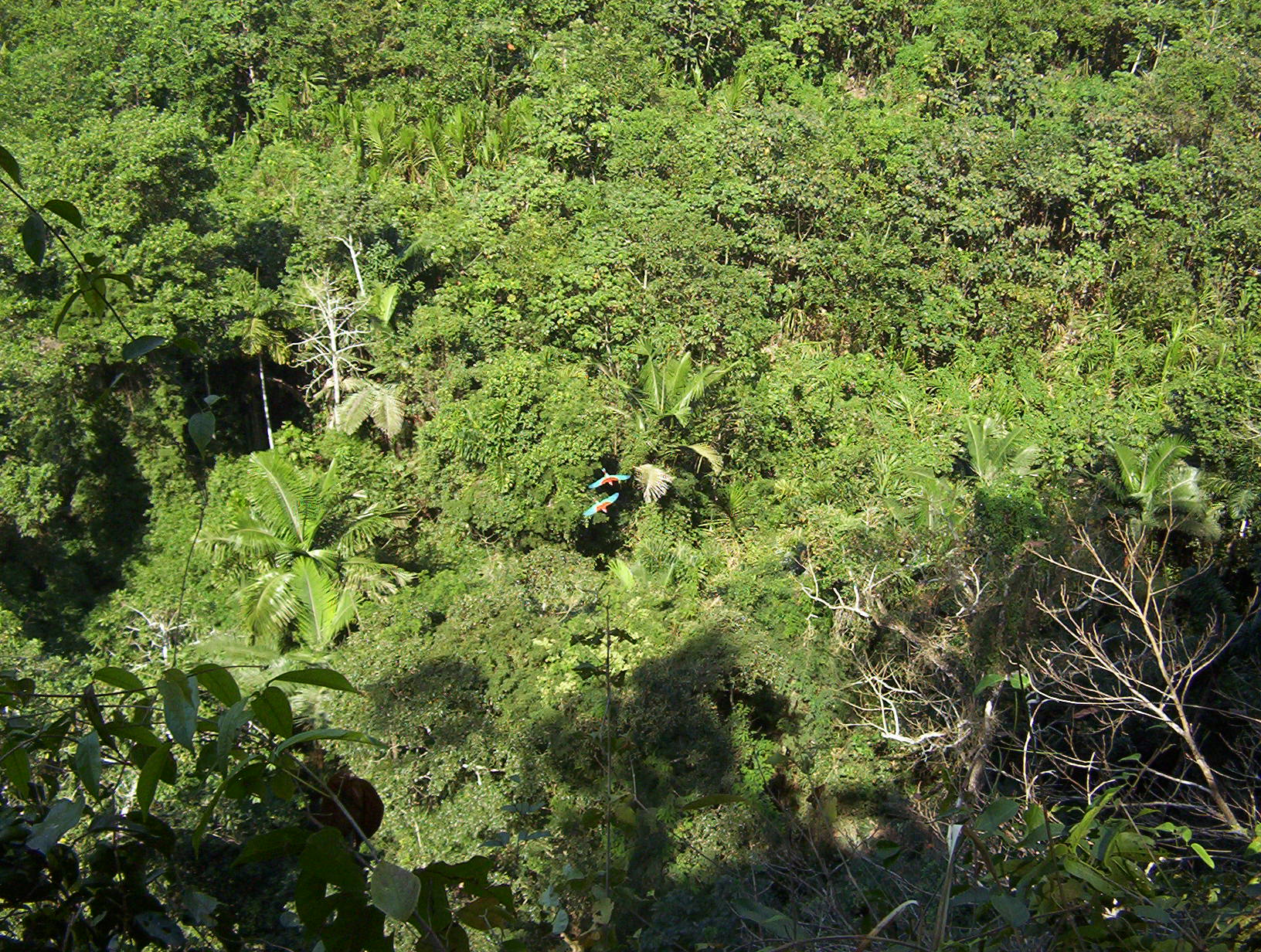
Madidi National Park ligt in Rurrenabaque